# Öland
Öland (kiejtéseⓘ) (régi latin nyelvű forrásokban Oelandia) sziget a Balti-tengeren, Småland tartomány partjai mellett. 1342 km²-es területével a második legnagyobb svéd sziget Gotland után. Götaland történelmi országrészhez tartozik.  Öland egyben Svédország legkisebb történelmi tartománya (landskap), 1634 óta közigazgatásilag viszont Kalmar megye (Kalmar län) része, ami a maga részéről Småland történelmi tartományhoz tartozik. A sziget 1819 és 1824 között átmenetileg önálló megye volt. A szárazfölddel a Kalmarsund szoroson átívelő Ölandi híd köti össze, amit 1972-ben nyitottak meg.

## Földrajza
Svédország déli, Götaland nevű országrészéhez tartozik.

## Földtani felépítése
Geológiája alapvetően tér el a svéd szárazföldétől, mivel az ordovíciumban lerakódott mészkőből építi fel. Ez a kitűnő építőanyag szerte az országban népszerű.
A meszes talajon gazdag a növényvilág; többek között orchideafélék is élnek a szigeten.

### Földrajzi adatok
- Legmagasabb pontja a Högsrum, 55 m.
- Legnagyobb tava a Möckelmossen
- Hossza 137 km.
- Legnagyobb szélessége 16 km.

## Történelme

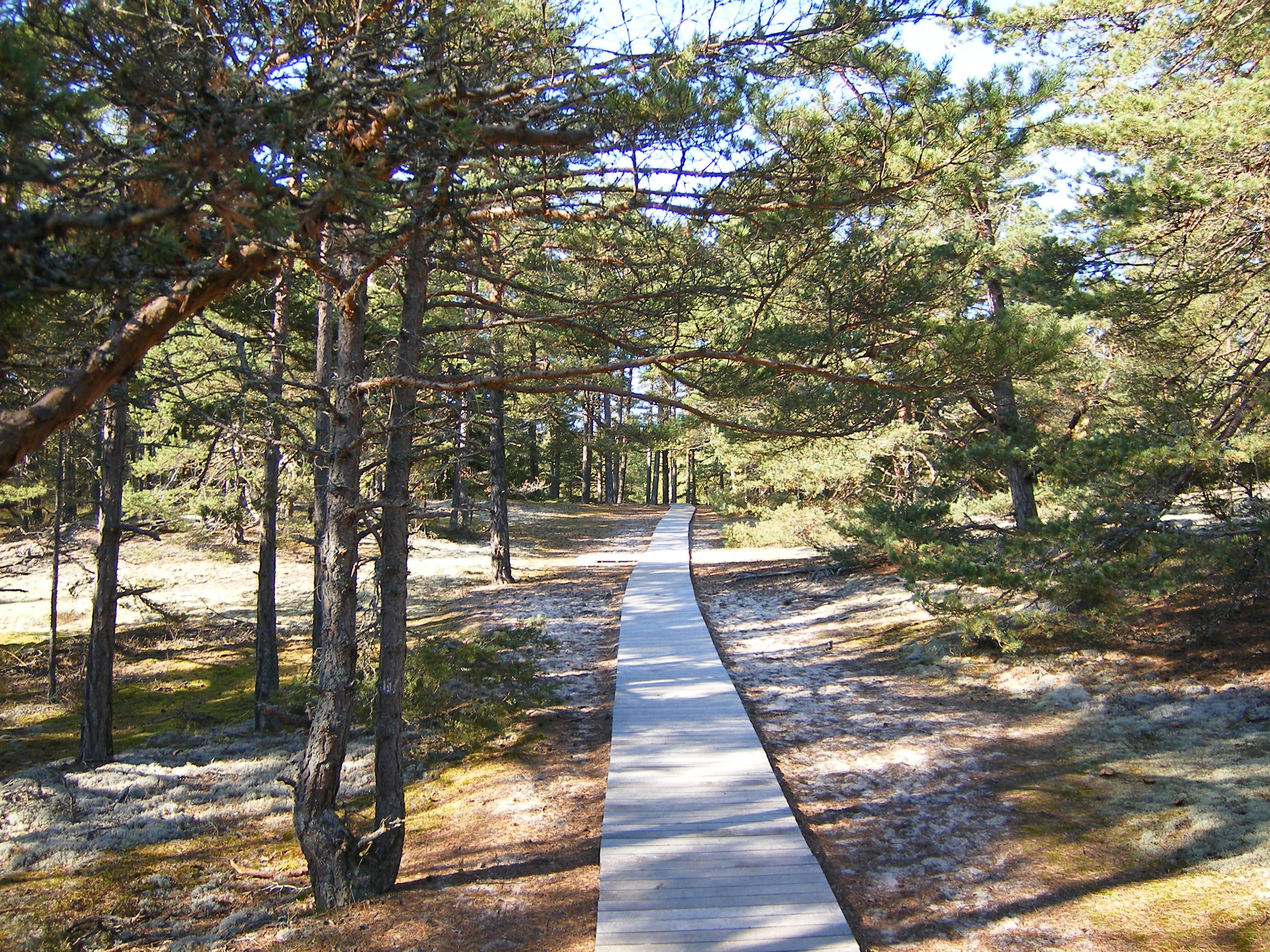
Fenyőerdő egy természetvédelmi területen

Régészeti leletek alapján a sziget már nem sokkal a jégkorszak vége után, 8000 évvel ezelőtt lakott volt; vadászó-gyűjtögető emberek nyomait tárták fel. A telepesek azon a jéghídon érkezhettek, amely a Kalmar-szoroson át összekötötte a szigetet a szárazfölddel.
Sokáig a svéd királyok üdülőhelye volt.
1676-ban partjai előtt vívták az ölandi csatát, amelyben a Maarten Tromp admirális vezette dán–holland flotta döntő vereséget mért a Lorentz Creutz admirális svéd hajóhadára (amit az előző évben a teljesen alkalmatlan parancsnoknak bizonyuló Gustaf Otto Stenbock admirális szerencsétlenkedése alaposan meggyengített). A csatában elesett maga Creutz és helyettese, Claes Uggla is.

## Közigazgatási beosztása

Öland címere

Öland a svéd kétszintű közigazgatási rendszer bevezetése óta, az 1970-es évektől Kalmar megye része, és két községre oszlik (Borgholm és Mörbylånga). A régi, tartományi rendszerű közigazgatásnak ma már adminisztratív jelentősége nincs, de bizonyos kulturális jelentősége megmaradt. Ebből a szempontból Öland önálló történelmi tartomány volt, a legkisebb az országban.

### Települései

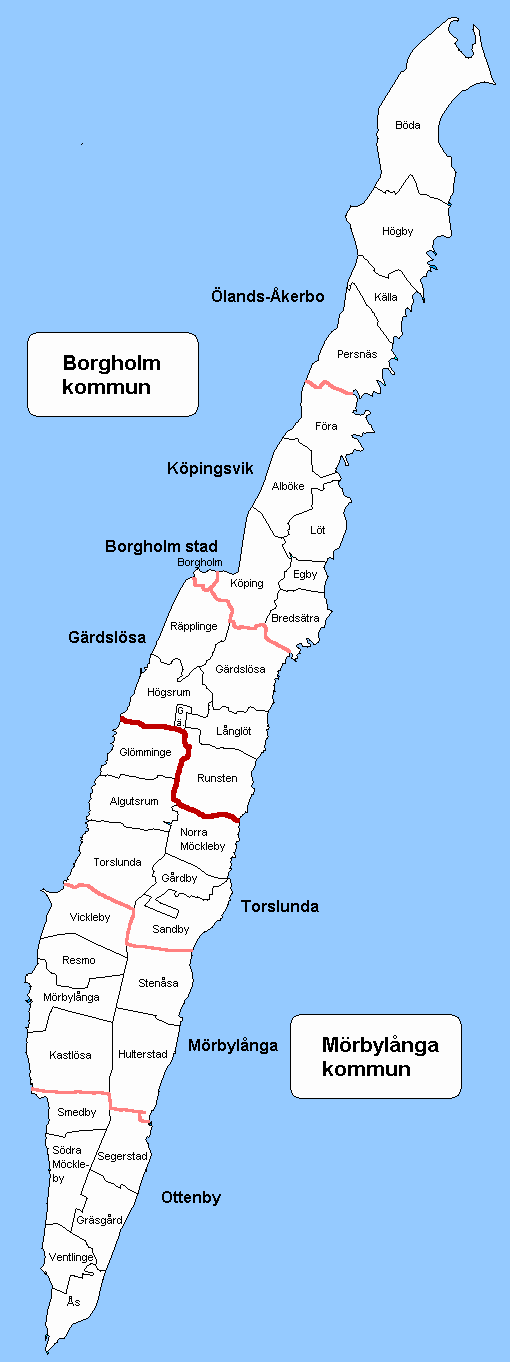
Öland közigazgatási beosztásai. Az ősi egyházközségek (socken) nevei kis betűvel, nagyobb betűvel a tengert jelző kék mezőben az 1970-es évek előtti községek nevei, keretben nagy betűvel a két mai község neve

A 200 főnél több lakost számláló ölandi települések (tätort) a következők:
| - Algutsrum - Arontorp - Björkviken - Borgholm | - Degerhamn - Färjestaden - Grönhögen - Gårdby | - Kastlösa - Köpingsvik - Löttorp | - Mörbylånga - Norra Möckleby - Rälla | - Skogsby - Södvik - Vickleby |

### Egykori járásai
A svédországi járások (härad) a svéd közigazgatás kezdeteitől léteztek mint középszintű közigazgatási egységek egészen 1971-ig. Ölandon hat ilyen járás volt:
- Algutsrum járás
- Gräsgård járás
- Möckleby járás
- Runsten járás
- Slättbo járás
- Åkerbo járás